# Maria de Grebber

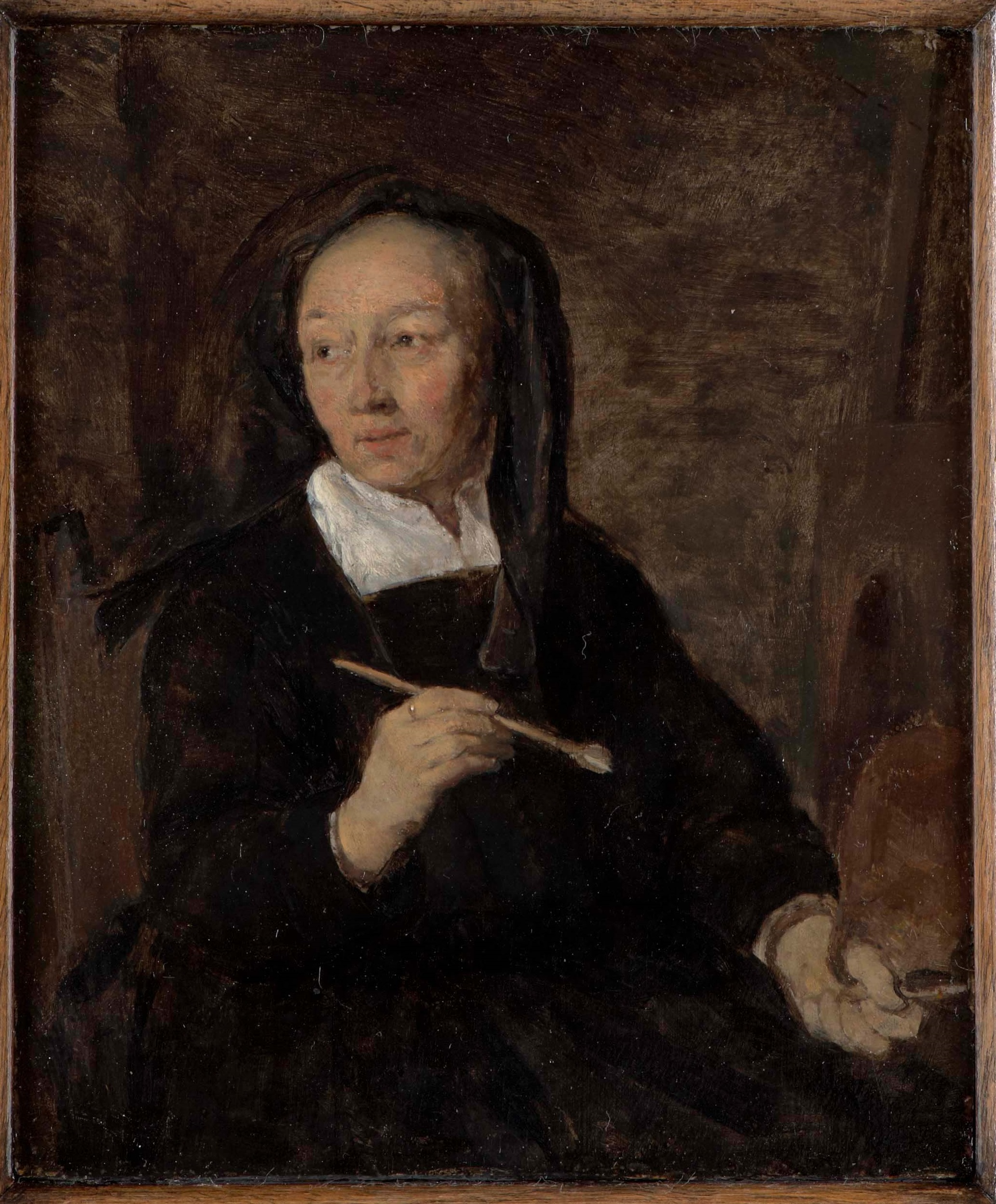
Porträt Maria de Grebber, um 1660

Maria de Grebber (geboren um 1602 in Haarlem, beerdigt am 25. November 1680 in Enkhuizen) war eine niederländische Malerin.

## Leben
Maria de Grebber wurde um 1602 in Haarlem geboren. Sie war die Tochter des Malers Frans Pietersz. de Grebber (ca. 1573–1649) und der Hillegont Fredericxdr van Lijnhoven (gestorben 1643). Einer ihrer Brüder war der Maler Pieter de Grebber (1600–ca. 1653), ein anderer der Maler Albert de Grebber. Am 11. Oktober 1629 heiratete sie Wouter Coenraetsz. de Wolf (1590–1636). Ihre einzige Tochter Isabella heiratete Gabriel Metsu (1629–1667).
Maria de Grebber war die älteste Tochter einer katholischen Familie mit sechs oder sieben Kindern. Ihr Vater war Historien- und Porträtmaler. Wie auch ihre Brüder wurde Maria de Grebber von ihrem Vater als Malerin ausgebildet. Aus dieser Zeit ist von ihr kein Werk bekannt. Sie wird jedoch von Samuel Ampzing in seiner Stadtbeschreibung von Haarlem aus dem Jahr 1628 erwähnt. Nach ihrer Heirat mit Wouter de Wolff, der aus Utrecht stammte, zog Maria de Grebber nach Enkhuizen, wo sich ihr Mann in diesem Jahr als Töpfer niederließ.
In Enkhuizen malte sie im Jahr 1631 zwei Porträts ihres Schwagers, Pater Augustinus de Wolff. Eines davon befindet sich im Besitz des Rijksmuseum Het Catharijneconvent in Utrecht, das andere wurde 1935 in London versteigert. Sollte es sich bei einem von Gabriel Metsu gemalten Porträt einer alten Malerin wie vermutet um Maria de Grebber handeln, so würde dies darauf hinweisen, dass sie in Enkhuizen über ein eigenes Atelier verfügte. Die Historikerin Irene van Thiel-Stroman vermutet, dass sie auch Töpferwaren für die Töpferei ihres Mannes bemalte.
Nach dem Tod von Wouter de Wolff im Dezember 1636, lebte Maria de Grebber weiterhin mit ihrer Tochter Isabella in Enkhuizen. Sie nahm zwei alleinstehende Frauen und einen Witwer auf, wahrscheinlich um ihren Lebensunterhalt zu verdienen. Ob sie zu dem Zeitpunkt noch gemalt hat, ist nicht bekannt. In seiner Chronik Harlemias (1648) schenkt der niederländische Autor Schrevelius ihr zwar Beachtung, da sie als Malerin „sehr stabil und geschickt in der Perspektive“ sei, aber er schreibt in der Vergangenheitsform, was womöglich darauf hinweist, dass sie zu dem Zeitpunkt nicht mehr aktiv malte, aber vielleicht auch damit zusammenhängt, dass sie Harlem bereits 1629 verlassen hatte.
1658 heiratete ihre Tochter Isabella den Maler Gabriel Metsu und ging nach Amsterdam, doch 1667 kehrte sie nach einer kinderlosen Ehe als Witwe nach Enkhuizen zurück. Im Jahr 1678 ließen Mutter und Tochter ein Testament aufsetzen, in dem sie sich gegenseitig zu Erben ernannten. Maria de Grebber starb zwei Jahre später und wurde in der Westerkerk in Enkhuizen beigesetzt. Ihre Tochter überlebte sie um 28 Jahre.